# Гурины (Мозырский район)
Гурины (бел. Гурыны́) — деревня в Мозырском районе Гомельской области Республики Беларусь. В составе Криничного сельсовета.

## География

### Расположение
В 10 км на юг от Мозыря, 9 км от железнодорожной станции Козенки (на линии Калинковичи — Овруч), 143 км от Гомеля.

### Гидрография
На реке Припять (приток реки Днепр).

### Заказник
На север от деревни расположена территория заказника «Мозырские Яры».

## Транспортная сеть
Транспортные связи по просёлочной, затем по автодорогам, которые отходят от Мозыря. Планировка состоит из почти прямолинейной, близкой к широтной ориентации улицы, которая на западе раздваивается. На юге и востоке обособленные участки застройки. Строения преимущественно деревянные, усадебного типа.

## История
По письменным источникам известна с начала XIX века как село в Мозырском уезде Минской губернии. Обозначена на карте Минского воеводства того времени. После 2-го раздела Речи Посполитой (1793 год) в составе Российской империи. В 1862 году построена деревянная церковь святого Василия Великого. В 1885 году пристань на Припяти. Согласно переписи 1897 года в Михалковской волости Мозырского уезда Минской губернии.
В бывшем поместье Седельники в 1924 году создано коллективное хозяйство «Вперёд». В 1925 году в Бибиковском сельсовете Мозырского района Мозырского округа. В 1929 году организован колхоз. Во время Великой Отечественной войны 21 житель погиб на фронте. В 1962 году к деревне присоединена деревня Седельники (известна по материалам метрики короля Сигизмунда II Августа с 1568 года). В строении школы в 1976 году открыта Мозырская картинная галерея — филиал Белорусского государственного художественного музея. Центр экспериментальной базы «Криничная». Действуют клуб, библиотека, районная картинная галерея. В деревне расположено государственное предприятие «Совхоз-комбинат «Заря».

## Население

### Численность
- 2004 год — 129 хозяйств, 236 жителей.

### Динамика
- 1885 год — 22 двора, 176 жителей.
- 1897 год — 38 дворов, 245 жителей (согласно переписи).
- 1925 год — 57 дворов.
- 1999 год — 253 жителей (перепись населения).
- 2004 год — 129 хозяйств, 236 жителей.
- 2009 год — 190 жителей (перепись населения).
- 2019 год — 198 жителей (перепись населения).